# لوروا بورغس
لوروا بورغس (بالإنجليزية: Leroy Burgess)‏ هو منتج أسطوانات وكاتب أغاني أمريكي، ولد في 20 أغسطس 1953 في نيويورك في الولايات المتحدة.

## وصلات خارجية
- لوروا بورغس على موقع IMDb (الإنجليزية)
- لوروا بورغس على موقع ميوزك برينز (الإنجليزية)
- لوروا بورغس على موقع ديسكوغز (الإنجليزية)